# 나일 강의 죽음 (1978년 영화)
《나일 강의 죽음》(영어: Death on the Nile)은 애거사 크리스티의 동명 원작 소설을 바탕으로 만들어진 1978년 영화이다.

## 줄거리
해외 상속녀 리넷 리지웨이는 친구 재키 드 벨레포트의 약혼자인 사이먼 도일을 자신의 영국 사유지 관리인으로 고용한다. 리넷과 사이먼은 눈 깜짝할 새에 결혼한다. 이집트에서 신혼여행을 즐기던 그들은 버림받은 재키의 방문에 놀란다. 도일 부부는 알렉산드리아로 가는 기차를 타는 척하다가 나일 외륜 증기선 S.S. 카르나크호에 탑승한다. 휴가를 즐기던 탐정 에르퀼 푸아로는 상황을 알게 된다.
카르나크 신전으로의 여행 중, 커다란 돌이 떨어져 도일 부부를 아슬아슬하게 비켜간다. 재키는 푸아로의 만류에도 불구하고 크루즈에 합류한다. 그녀는 사격의 명수이며 권총을 소지하고 있다. 술에 취한 그녀는 저녁 식사 중 사이먼의 다리에 총을 쏜다. 다음 날 아침 리넷은 머리에 총을 맞고 벽에 피로 "J"라는 글자가 쓰인 채 발견된다. 그러나 재키는 동승객인 미스 바워스가 그녀에게 모르피아를 투여하고 밤새도록 지켜보았기 때문에 확고한 알리바이가 있다.
푸아로와 변호사 레이스 대령이 수사에 나선다. 도일 부부가 모르는 사이에 레이스 대령은 횡령 혐의를 받고 있는 리넷의 후견인 앤드루 페닝턴을 쫓아 이곳에 왔다. 거의 모든 승객이 리넷을 죽일 동기가 있었다. 하녀 루이즈 부르제는 안주인이 결혼 지참금을 거부한 것에 분개했고, 횡령을 숨기려던 페닝턴, 도벽증을 가진 미국의 사교계 명사 반 스카일러 부인은 리넷의 진주 목걸이를 원했고, 반 스카일러 부인의 간호사 미스 바워스는 리넷의 아버지가 자신의 가족을 망쳤다고 비난했고, 로맨스 소설가 살로메 오터번은 리넷에게 명예훼손으로 고소당했고, 오터번의 딸 로잘리는 어머니를 보호하려 했으며, 공산주의 작가 짐 퍼거슨은 리넷의 재산을 싫어했고, 스위스 정신과 의사 루트비히 베스너는 리넷이 자신의 비정통적인 치료법을 폭로할까봐 두려워했다.
나일강에서 잃어버린 권총이 반 스카일러의 스톨에 싸인 채 총알 구멍이 나 있는 것과, 붉은 잉크가 묻은 손수건, 그리고 대리석 재떨이가 담긴 뭉치가 회수된다. 리넷의 진주 목걸이가 사라진 것이 밝혀지자 반 스카일러 부인은 그것을 가져가지 않았다고 부인하지만, 푸아로와 레이스 대령은 목걸이가 리넷의 시신 위에 다시 놓여 있는 것을 발견하고 푸아로는 반 스카일러 부인이 그것을 돌려놓았다고 추론한다.
부르제는 지폐 조각을 움켜쥔 채 베스너의 수술용 칼에 목이 베여 죽은 채 발견된다. 푸아로는 그녀가 리넷의 선실에서 살인자가 나오는 것을 보고 침묵의 대가로 돈을 갈취했다고 추론한다. 살로메가 루이즈의 살인자를 보았다고 푸아로와 레이스 대령에게 말하려는 순간, 그녀는 문틈으로 페닝턴의 리볼버에 총을 맞는다.
푸아로는 모두를 살롱에 모으고 사이먼이 리넷을 죽였으며, 재키가 주모자였음을 밝힌다. 그들은 내내 연인이었다. 재키는 사이먼을 쏘는 척하며 자신에게 주의를 끌고, 자신이 선실로 끌려가는 동안 사이먼이 혼자 남겨지도록 했다. 리넷의 선실로 달려가 총을 쏜 후, 사이먼은 살롱으로 돌아와 반 스카일러의 스톨을 소음기로 사용하여 자신의 다리에 총을 쐈다. 그는 총과 스톨, 그리고 피 묻은 손수건과 대리석 재떨이를 나일강에 던졌다. 그는 다른 손수건을 다리에 사용했다. 재키는 사이먼이 리넷의 선실로 들어가는 것을 목격하고 그를 협박하던 루이즈를 죽인 다음, 루이즈의 선실에서 나오는 재키를 본 오터번 부인을 죽였다. 계획은 사이먼이 리넷을 죽여 그녀의 돈을 상속받고 나중에 자신의 옛 연인과 결혼하는 것이었다.
덫에 걸렸음을 깨달은 재키는 자백하고 사이먼을 끌어안는다. 너무 늦게 푸아로는 그녀가 자신의 권총을 다시 가져와 사이먼을 치명적으로 쏜 다음 자신을 쏘았다는 것을 깨닫는다.

## 출연진
- 피터 유스티노프 : 에르퀼 푸아로 역
- 데이빗 니븐 : 레이스 대령 역
- 로이스 차일스 : 리넷 리지웨이 역
- 사이먼 맥코킨데일 : 사이먼 도일 역
- 미아 패로 : 자클린 드 벨포르 역
- 제인 버킨 : 루이즈 역
- 베티 데이비스 : 반 슈일러 역
- 매기 스미스 : 바워즈 역
- 안젤라 랜스베리 : 오터번 부인 역
- 올리비아 핫세 : 로잘리 오터번 역
- 존 핀치 : 퍼거슨 역
- 잭 워든 : 칼 베스너 역
- 조지 케네디 : 앤드류 페닝턴 역

## 한국판 성우진

### KBS 첫 더빙 (1984년 8월 26일)
- 노민 - 푸아로(피터 유스티노프)
- 최응찬 - 레이스 대령(데이빗 니븐)
- 주희 - 재클린(미아 패로우)
- 김도현 - 사이먼(사이먼 맥코킨데일)
- 나수란 - 오터번(안젤라 랜스베리)
- 설영범 - 베스너(잭 워든)
- 장유진 - 바워즈(매기 스미스)
- 정민희 - 반 슈일러(베티 데이비스)
- 권희덕 - 리넷(로이스 차일스)
- 김병관 - 페닝턴(조지 케네디)
- 백진 - 퍼거슨(존 핀치)
- 안경진 - 루이즈(제인 버킨)
- 강미형 - 로잘리(올리비아 핫세)
- 문영래 - 지배인(I.S. 조하르)

### KBS 재더빙 (1997년 7월 16일)
- 노민 - 푸아로(피터 유스티노프)
- 이완호 - 레이스 대령(데이빗 니븐)
- 주희 - 재클린(미아 패로우)
- 이경자 - 오터번(안젤라 랜스베리)
- 김민규 - 베스너(잭 워든)
- 이광자 - 바워즈(매기 스미스)
- 임수아 - 반 슈일러(베티 데이비스)
- 권희덕 - 리넷(로이스 차일스)
- 김현직 - 페닝턴(조지 케네디)
- 장광 - 퍼거슨(존 핀치)
- 김정주 - 루이즈(제인 버킨)
- 정미경 - 로잘리(올리비아 핫세)
- 문관일 - 지배인(I.S. 조하르)

## 수상 경력
- 아카데미상
  - 수상 : 의상상

- 영국 아카데미상
  - 수상 : 의상상
  - 노미네이트 : 남우주연상(피터 유스티노프), 여우조연상(안젤라 랜스버리, 매기 스미스)

- 골든 글로브상
  - 노미네이트 : 외국어영화상